# 夜猫子
夜猫原是指鴞 (貓頭鷹) 類的夜行性動物，用於比喻昼伏夜出作息的人。而早起偏好者通常被比喻为百灵鸟。在斯堪的纳维亚国家，早起者被称为“A型人”，夜猫子被称为“B型人”。

## 與睡眠相位後移的不同
晚睡拖延者，睡眠相位後移通常指越睡越晚。而夜貓子也包括穩定晝伏夜出的作息。晚睡拖延如果影響工作需要矯正可以睡眠相位後移症候群就診。

## 夜間工作

### 公共事業
警察，急救，火警，基礎設施操作者等需要夜晚值班以維持社會基礎運轉。

### 服務業
在氣候炎熱的地區，夜市能避開白天的曝曬，受到廣泛歡迎。因爲夜晚有和白天不一樣的體驗。舞廳，卡拉OK和夜總會多在夜晚開放。

### 創意工作
有些人會在愈進入深夜，思維感到活跃，因為他們在這時候的頭腦是最敏捷，做事情效率也最高，甚至於有些人會感到興奮並進入心流狀態，導致早上才睡。

## 延伸阅读
- 夜生活
- 夜间经济
- 輪班